# Nunez (Georgia)
Nunez es un pueblo ubicado en el condado de Emanuel en el estado estadounidense de Georgia. En el censo de 2000, su población era de 131.

## Demografía
En el 2000 la renta per cápita promedia del hogar era de $27,500, y el ingreso promedio para una familia era de $33,250. El ingreso per cápita para la localidad era de $12,491. Los hombres tenían un ingreso per cápita de $25,000 contra $26,406 para las mujeres.

## Geografía
Nunez se encuentra ubicado en las coordenadas 32°29′31″N 82°20′48″O / 32.49194, -82.34667 (32.491880, -82.346547).
Según la Oficina del Censo, la localidad tiene un área total de 3,5 km² (1,4 mi²), de la cual 3,5 km² (1,4 mi²) es tierra y 0 km² (0 mi²) (0.00%) es agua.